# 全球重要农业文化遗产中国项目
以下是经联合国粮食及农业组织确定的全球重要农业文化遗产中国项目（截止2023年11月）：
- 浙江青田稻鱼共生系统（2005年）
- 云南红河哈尼稻作梯田系统 （2010年）
- 江西万年稻作文化系统 （2010年）
- 贵州从江侗乡稻鱼鸭系统 （2011年）
- 云南普洱古茶园与茶文化系统 （2012年）
- 内蒙古敖汉旱作农业系统 （2012年）
- 浙江绍兴会稽山古香榧群 （2013年）
- 河北宣化城市传统葡萄园 （2013年）
- 江苏兴化垛田传统农业系统 （2014年）
- 福建福州茉莉花种植与茶文化系统 （2014年）
- 陕西陕西佳县古枣园 （2014年）
- 甘肅迭部扎尕那農林牧複合系統（2018年）
- 浙江湖州桑基魚塘系統（2018年）
- 中國南方稻作梯田（2018年）
- 山東夏津黃河故道古桑樹羣（2018年）
- 安溪鐵觀音茶文化系統（2022年）
- 內蒙古阿魯科爾沁草原遊牧系統（2022年）
- 河北涉縣旱作石堰梯田系統（2022年）
- 浙江慶元林—菇共育系統（2022年）
- 河北寬城傳統板栗栽培系統（2023年）
- 安徽銅陵白姜種植系統（2023年）
- 浙江仙居古楊梅羣複合種養系統（2023年）